# Вапнярка (авіабаза)
Авіабаза Вапнярка — колишній аеродром Армійської авіації України, розташований на північ від смт Вапнярка Томашпільського району Вінницької області. На авіабазі базувалися 488-й окремий вертолітний полк, 901-й полк армійської авіації та 50-та школа молодших авіаційних спеціалістів.

## Історія
Польовий аеродром біля Вапнярки використовувався в часи Другої світової війни. Після її завершення в 1949 на авіабазі була сформована 50-та школа механіків спецслужб, що згодом була переформована в школу молодших авіаційних спеціалістів.
1 серпня 1990 року з Угорщини на летовище перебазувалися 25 Мі-8, 4 Мі-9 і 40 Мі-24 488-го окремого вертолітного полку. Разом з полком передислокувалися його частини забезпечення: 486-й окремий батальйон аеродромного забезпечення та 2386-й окремий батальйон зв'язку та радіотехнічного забезпечення.
50 ШМАС була розформована в 1991 році, а переважна більшість літаків і вертольотів, які використовувалися в якості навчальних стендів: 4 Ту-16, Як-28, Як-27, Су-7, Су-17, МіГ-21, Ан-8, Ан-12, Мі-6, Мі-4, Мі-2, Мі-8, Мі-24, були утилізована, частина розпродані місцевим організаціям, які зберегли їх в якості пам'ятників.
Після проголошення незалежності України 488-й полк перейшов під юрисдикцію України.
Під час Придністровського конфлікту на аеродромі базувалися 4 Мі-8 і один Мі-24 окремої ескадрильї НГУ, що здійснювали перекидання груп блокування і підвезення матеріальних засобів для підсилення прикордонних військ України.
В жовтні 1993 року вертольоти 488-го полку були задіяні в миротворчій місії в Абхазії.
До 1 грудня 1995 року полк разом з підрозділами забезпечення був переформований в 4-ту бригаду армійської авіації, яка згодом була переформована в 4-ту базу армійської авіації, а в 2001 — в 901-й полк армійської авіації.
До 30 жовтня 2003 року полк був розформований, а летовище — покинуте.